# Mazarredia curvimarginia
Mazarredia curvimarginia är en insektsart som beskrevs av Zheng, Z. 1998. Mazarredia curvimarginia ingår i släktet Mazarredia och familjen torngräshoppor. Inga underarter finns listade i Catalogue of Life.